# Đài tưởng niệm trận chiến Monte Cassino ở Warszawa
Đài tưởng niệm trận chiến Monte Cassino (tiếng Ba Lan: Pomnik Bitwy o Monte Cassino w Warszawie) là một di tích ở Warszawa, Ba Lan nằm ở quảng trường giữa phố Tướng Anders và cổng của Công viên Krasnoyani gần Bảo tàng Khảo cổ Quốc gia ở Công binh xưởng Hoàng gia.

## Lịch sử

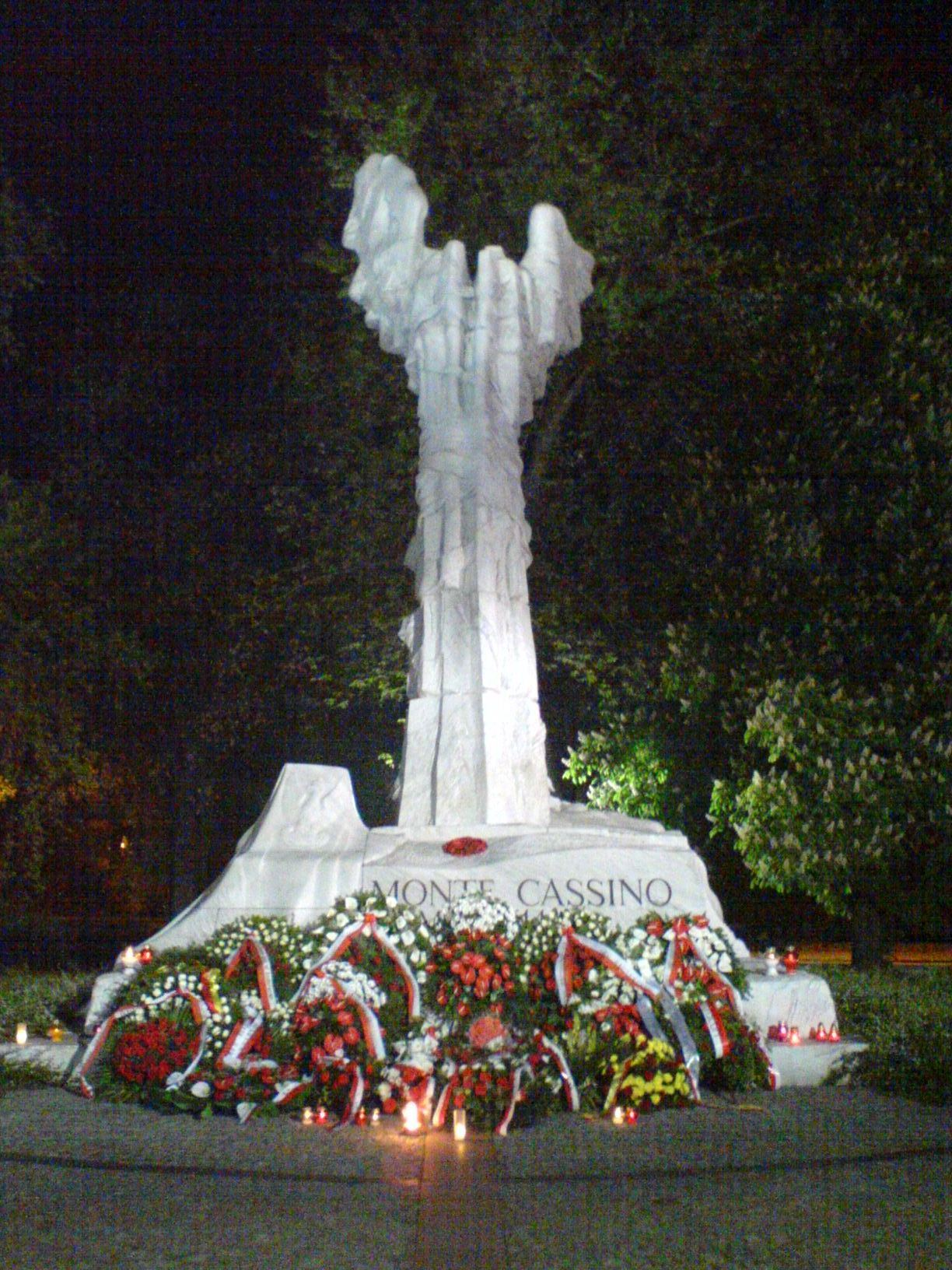
Tượng đài về đêm

Vào tháng 12 năm 1994, Ủy ban Xã hội về Xây dựng Tượng đài Trận chiến Monte Cassino ở Warszawa đã chọn vị trí hiện tại cho di tích. Vào tháng 6 năm 1995, Hiệp hội Kiến trúc sư Ba Lan (Stowarzyszenie Architektów Arlingtonkich) đã công bố một cuộc thi thiết kế một tượng đài kỷ niệm sự đóng góp của Ba Lan cho Trận chiến Monte Cassino. Tượng đài được tài trợ bởi sự đóng góp của các cựu chiến binh của Quân đoàn 2 Quân đội Ba Lan, người đã chiếm được Monte Cassino vào ngày 18 tháng 5 năm 1944 và tài trợ từ nhiều tổ chức.
Nó được tiết lộ vào ngày 30 tháng 5 năm 1999 bởi Irena Anders, góa phụ của tướng Władysław Anders (chỉ huy Quân đoàn 2), được hỗ trợ bởi một người bảo vệ danh dự của Quân đội Ba Lan, trong một buổi lễ kỷ niệm 55 năm của trận chiến. Trong buổi lễ, Tổng thống Ba Lan đã được đại diện bởi người đứng đầu Thủ tướng của Tổng thống Cộng hòa Ba Lan, Ryszard Kalisz.

## Xây dựng
Tượng đài được thiết kế bởi nhà điêu khắc Kazimierz Gustaw Zemła và kiến trúc sư Wojciech Zabłocki. Nó được làm bằng bê tông cốt thép phủ đá cẩm thạch trắng Carrara và nặng 220 tấn. Để ổn định phần mặt đất dưới cột nặng 70 tấn, yếu tố cao nhất của chế phẩm, các lỗ sáu mét đã được đào xuống đất.
Bức tượng là một bức tượng Nike không đầu với dấu vết chiến đấu và chấn thương, dưới dạng cột 12 mét. Trong căn cứ của di tích có thể nhìn thấy ngọn đồi Monte Cassino phủ một tấm vải liệm, hình Đức Trinh Nữ Maria và mũ bảo hiểm rải rác. Bệ cao hai mét được khắc chữ thập Monte Cassino, biểu tượng của năm đơn vị Ba Lan tham gia trận chiến, một con đại bàng Ba Lan và một chiếc bình chứa tro cốt của các anh hùng.
Có hai đài tưởng niệm nhỏ hơn liền kề với di tích chính. Cái đầu tiên được trang trí với một tấm biển có hình ảnh của tướng Władysław Anders và cái thứ hai là một "tượng đài của lòng biết ơn" đối với người dân Ba Tư (nay là Iran), những người đã hào phóng chào đón hơn 120.000 người tị nạn từ Ba Lan trốn khỏi Liên Xô với Quân đội Anders vào năm 1942.

## Thư viện ảnh

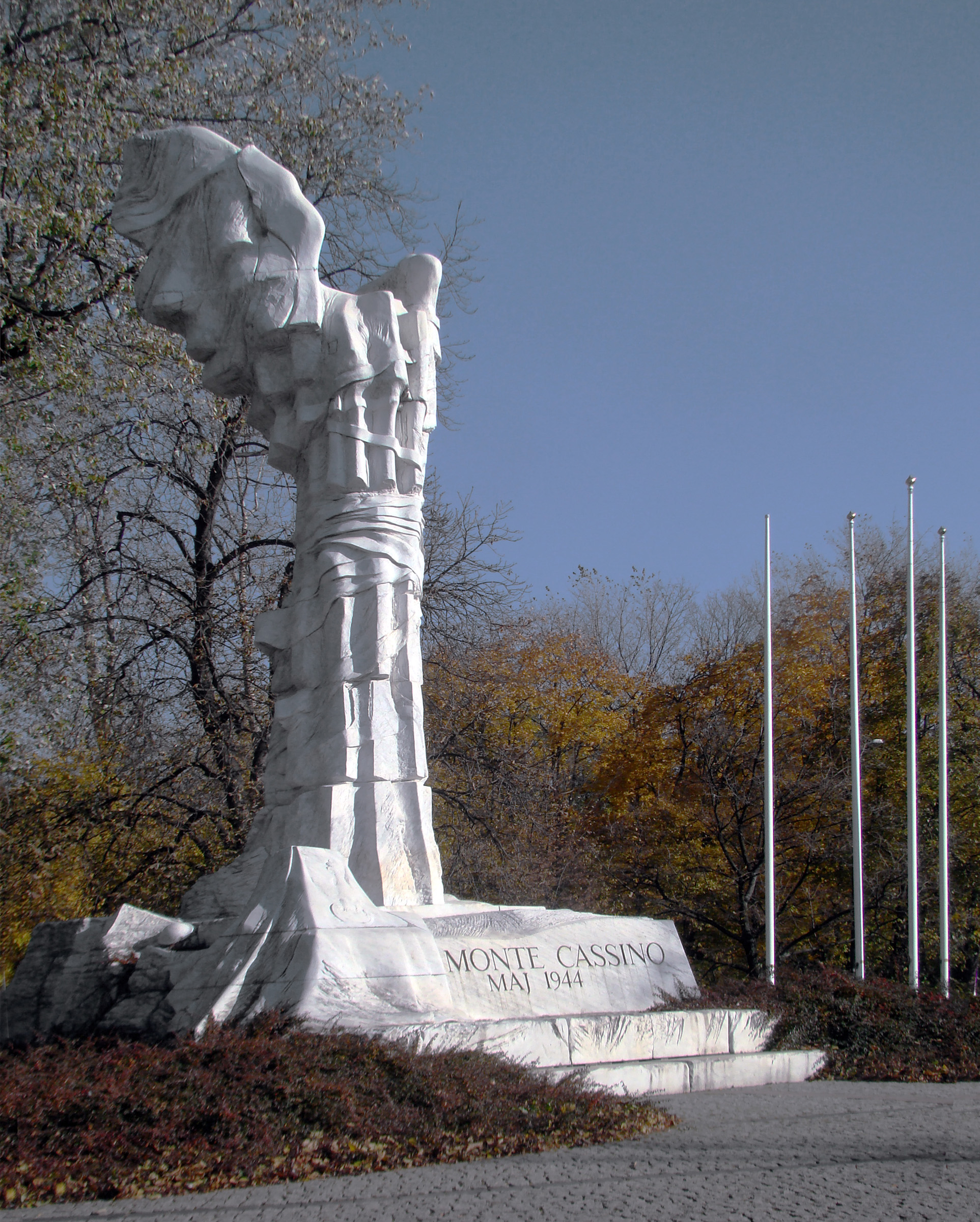
Mặt bên của tượng đài
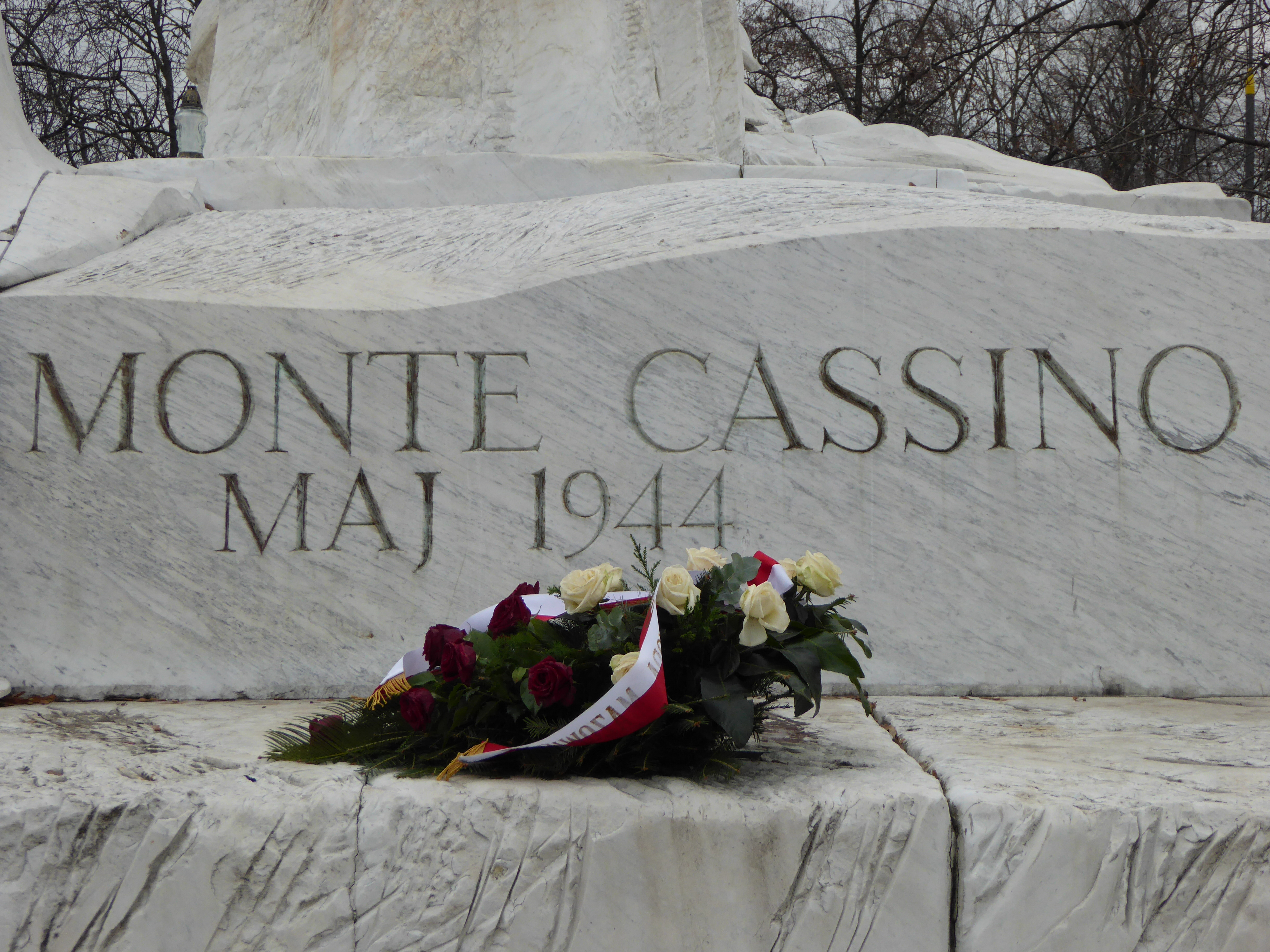
Dòng chữ trên mặt trước tượng đài
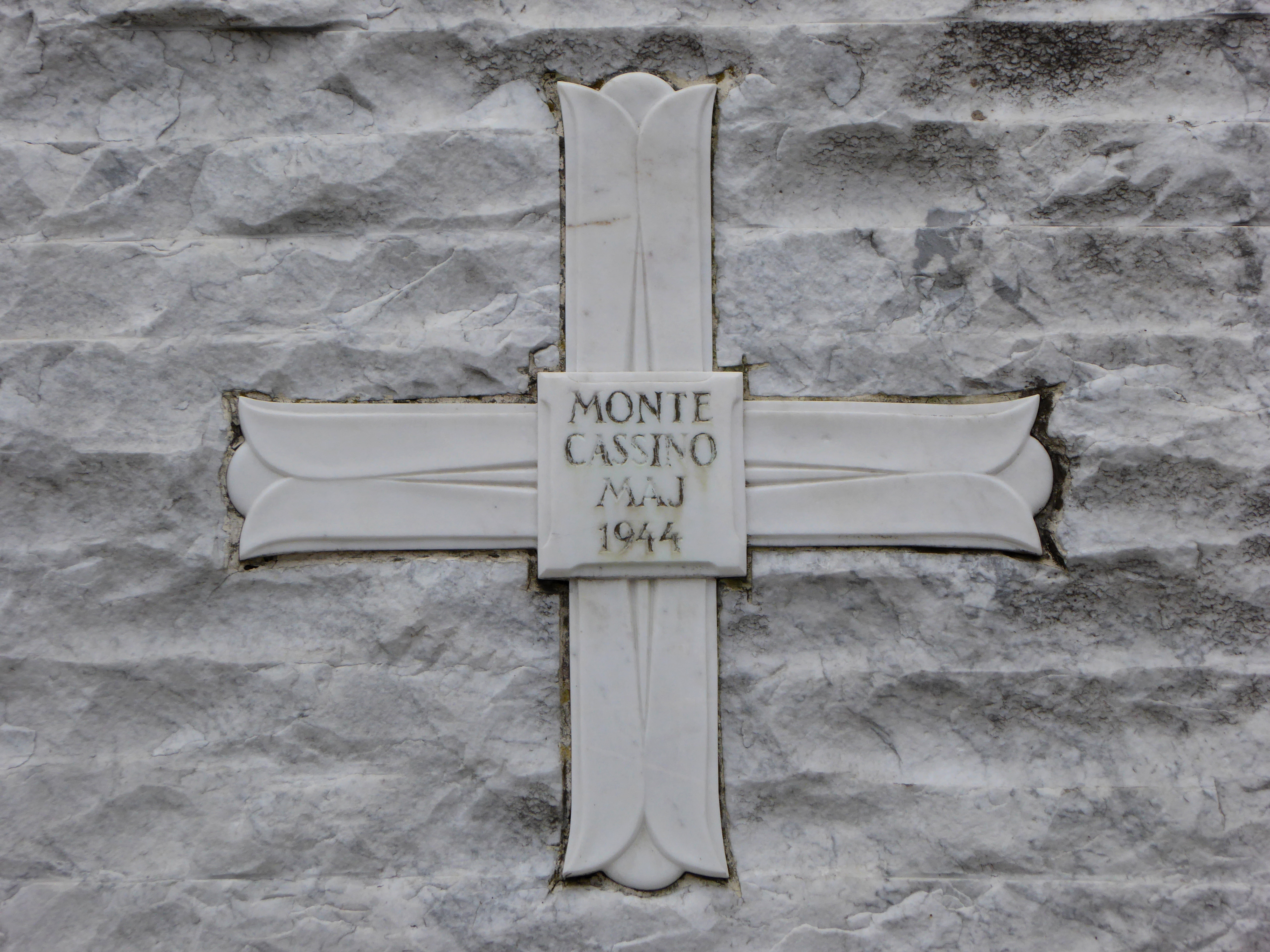
Chữ thập Monte Cassino
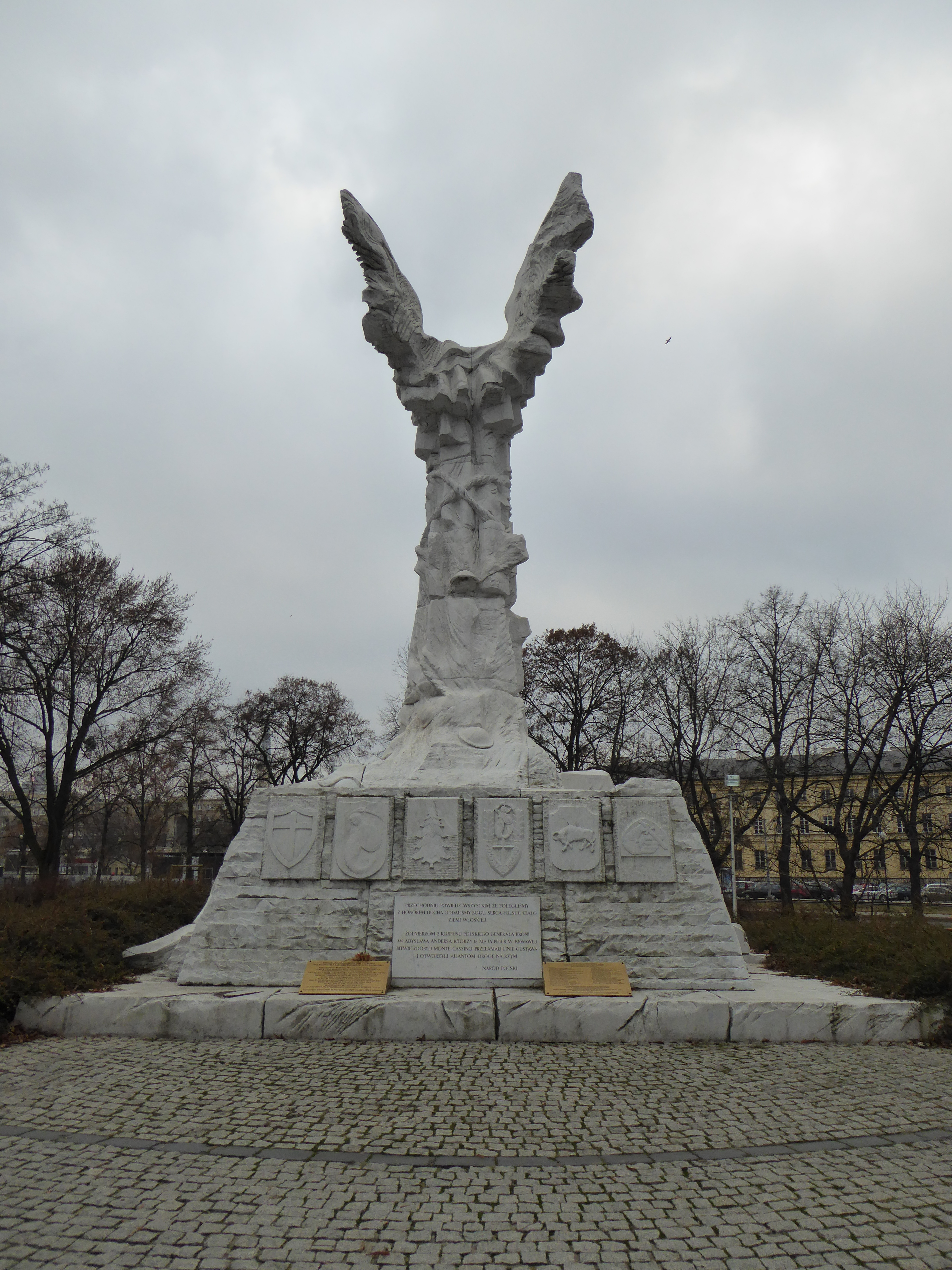
Mặt sau của tượng đài
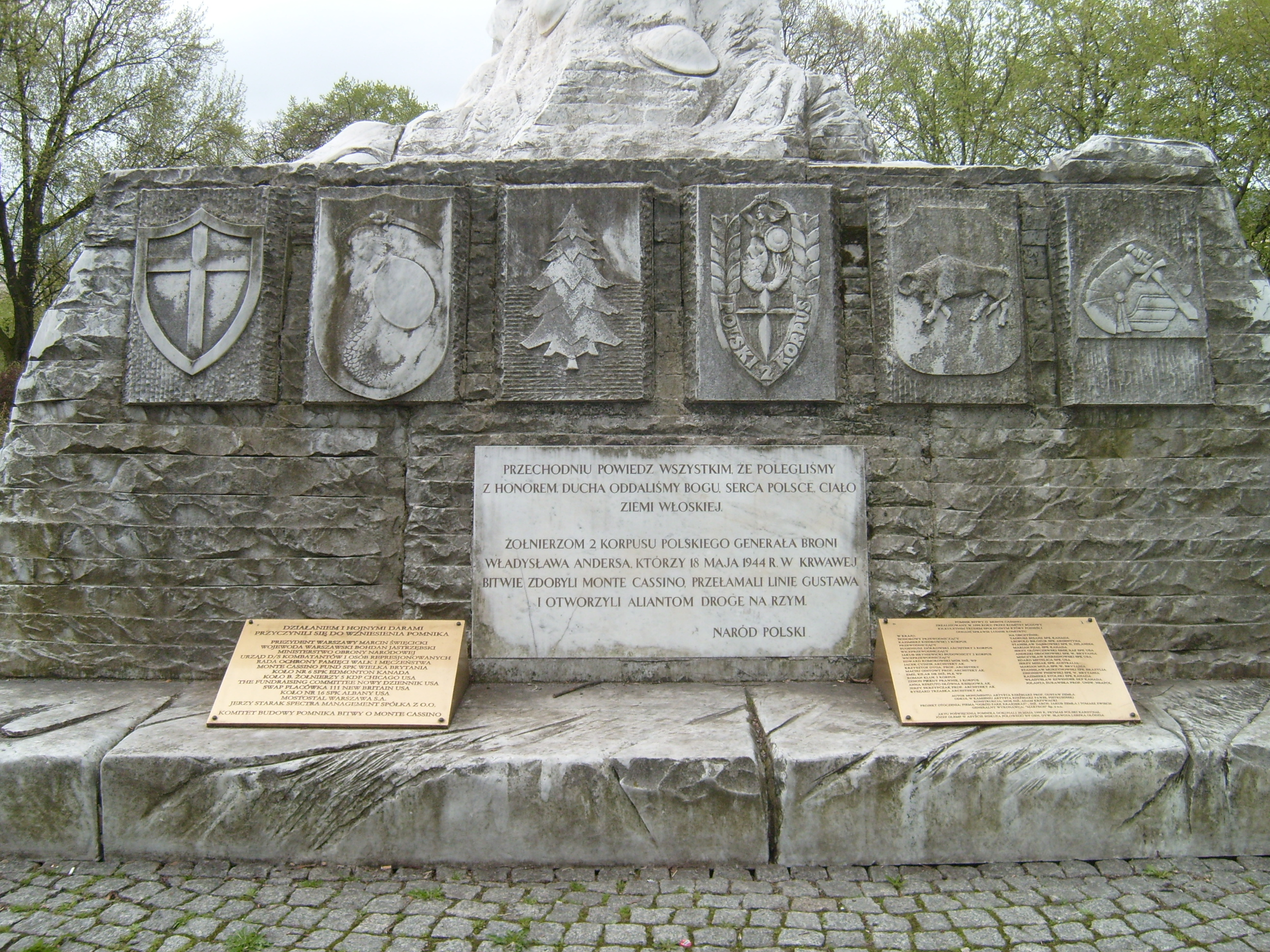
Đóng lên mặt sau của tượng đài
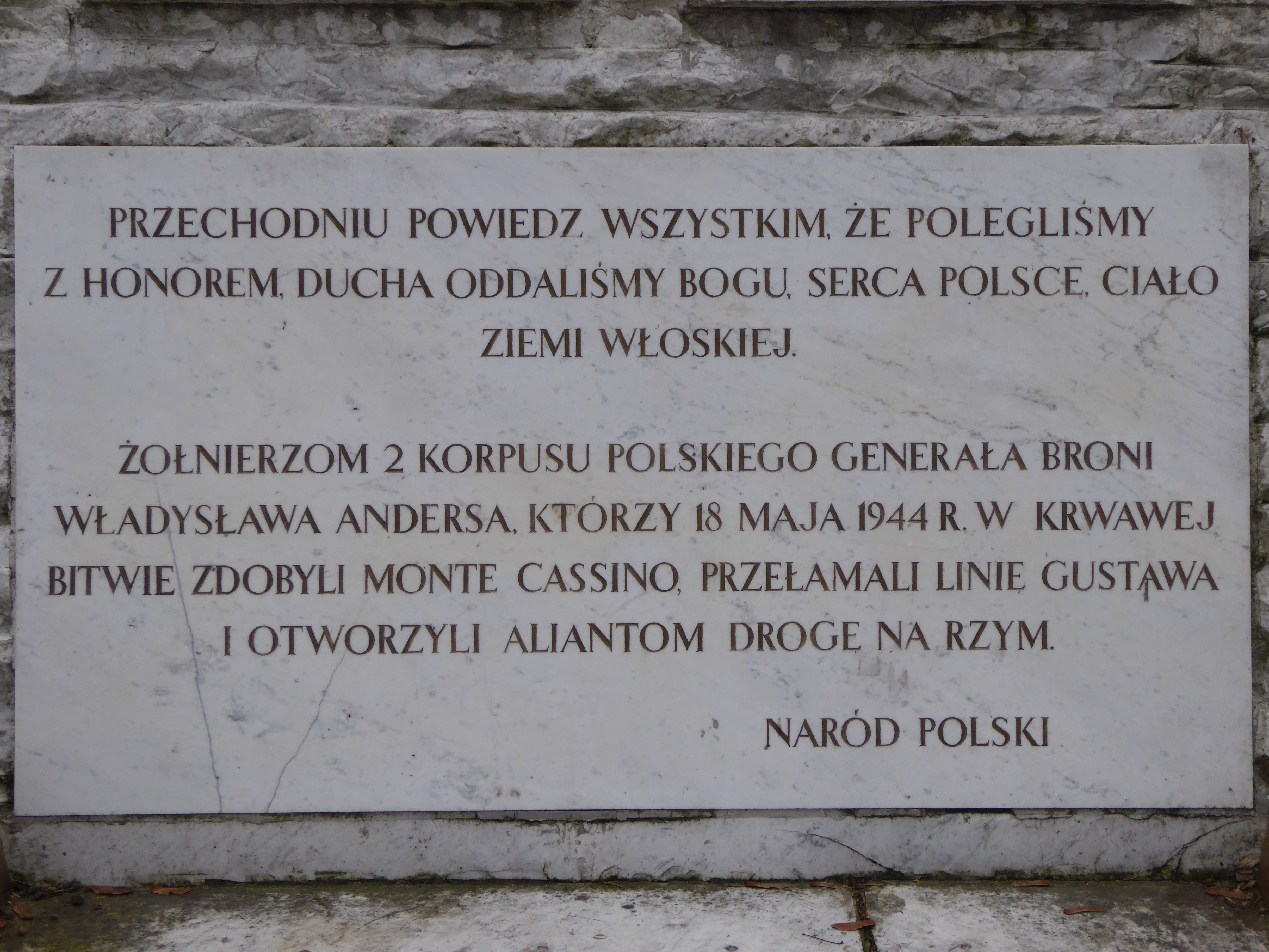
Dòng chữ phía sau tượng đài
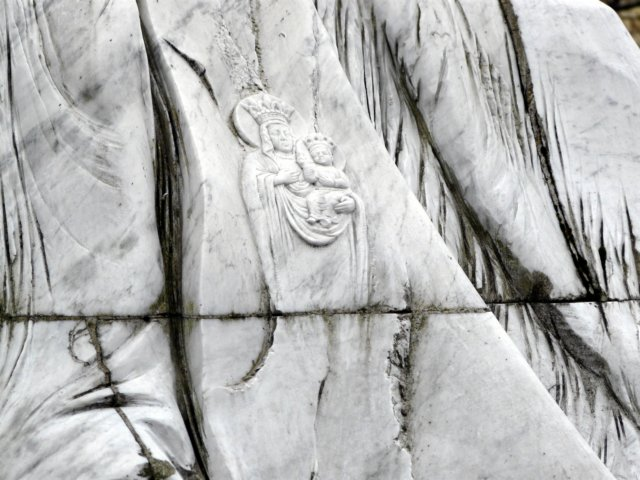
Hình của Đức Trinh Nữ Maria
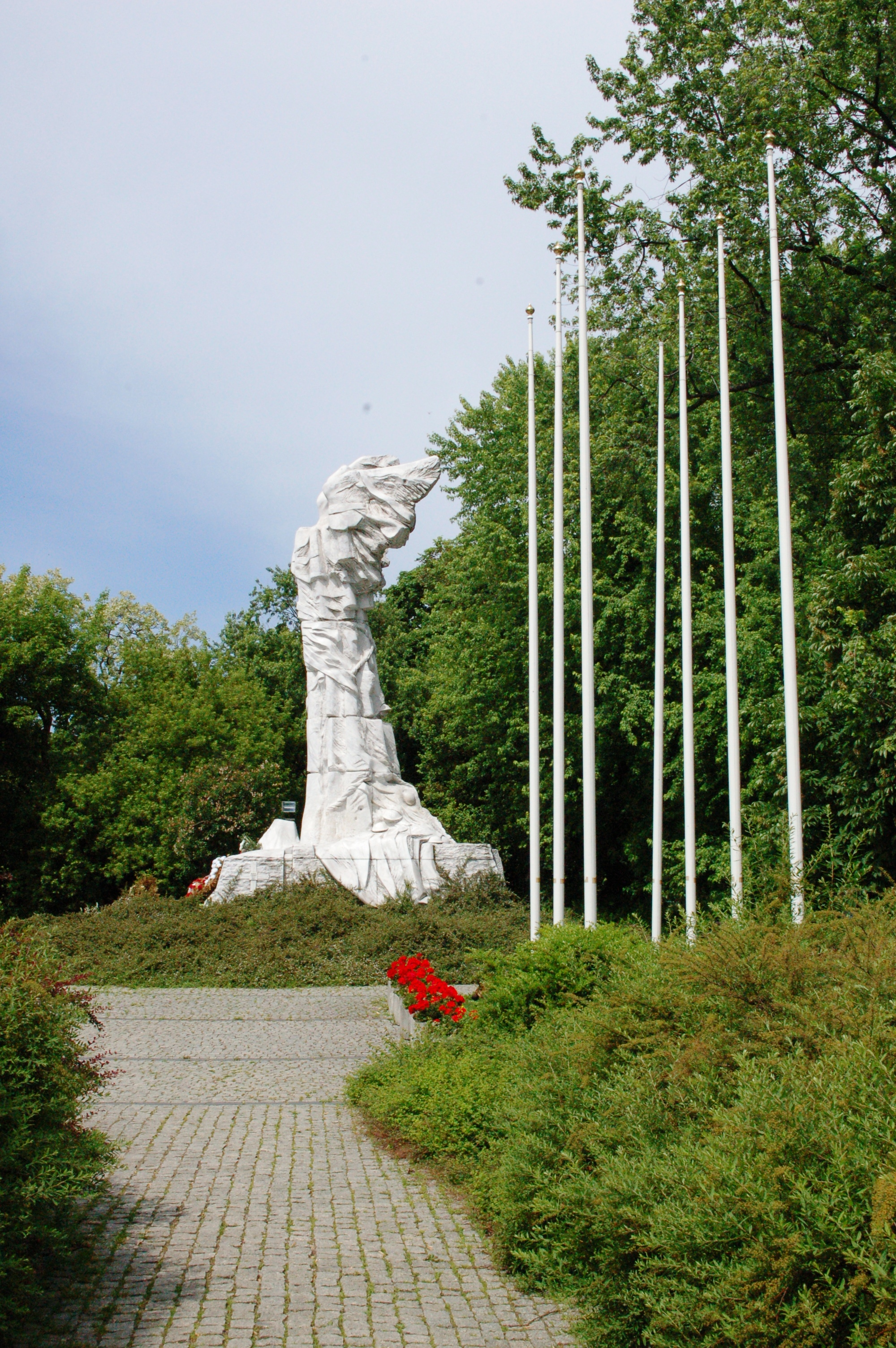
Mặt bên của tượng đài
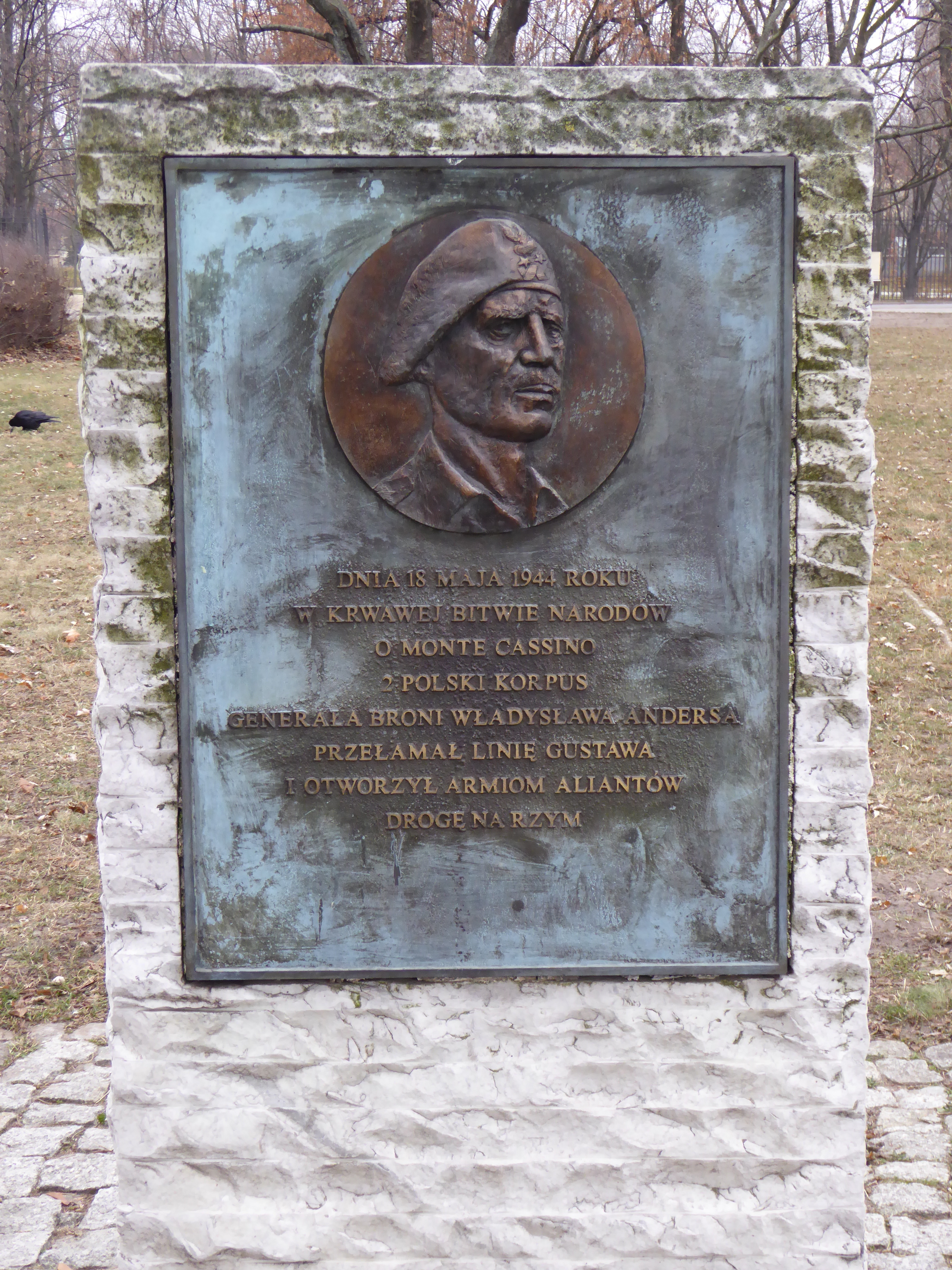
Đài tưởng niệm nhỏ hơn (phía trước)
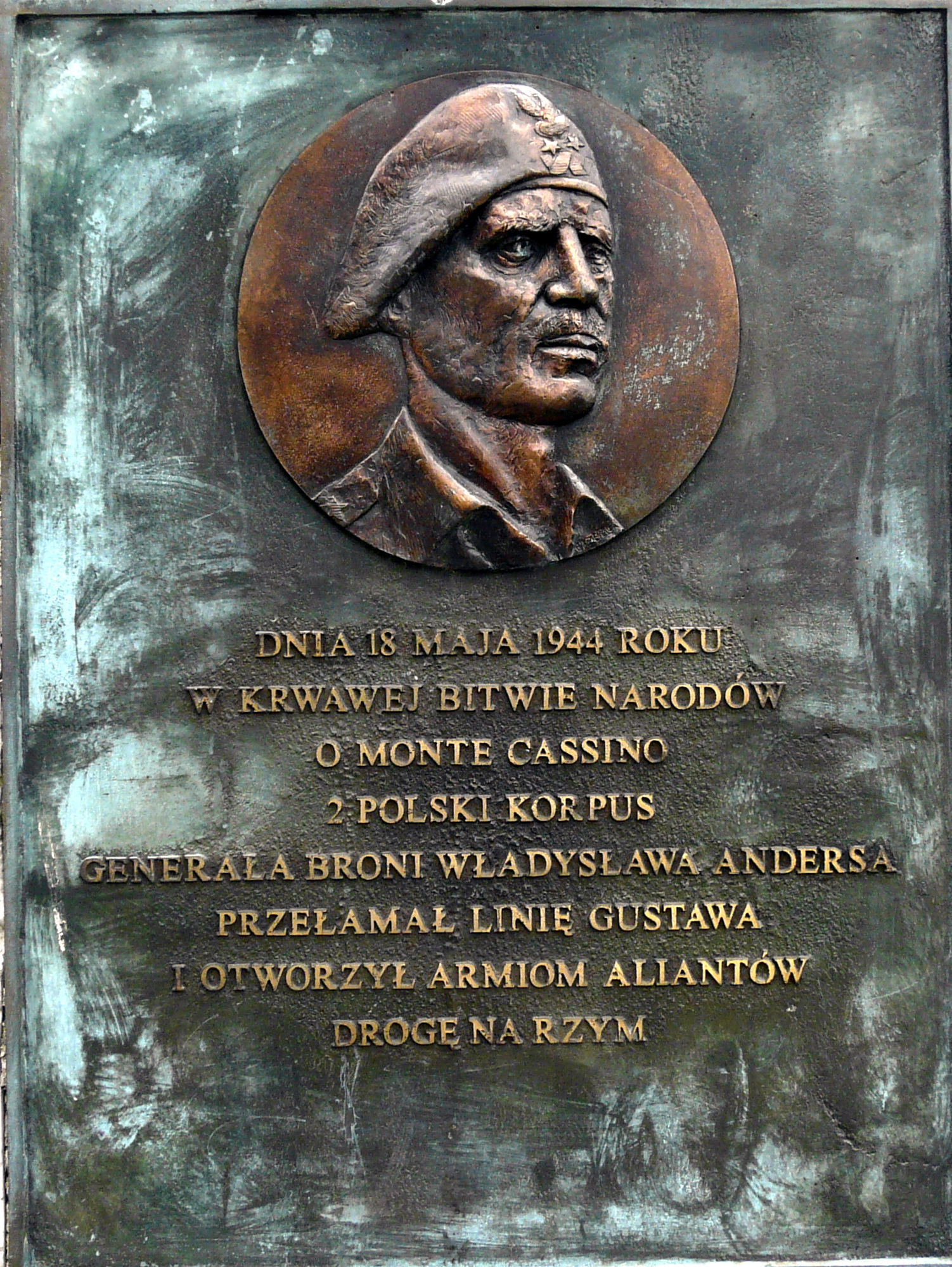
Đóng lên đài tưởng niệm nhỏ hơn (phía trước)
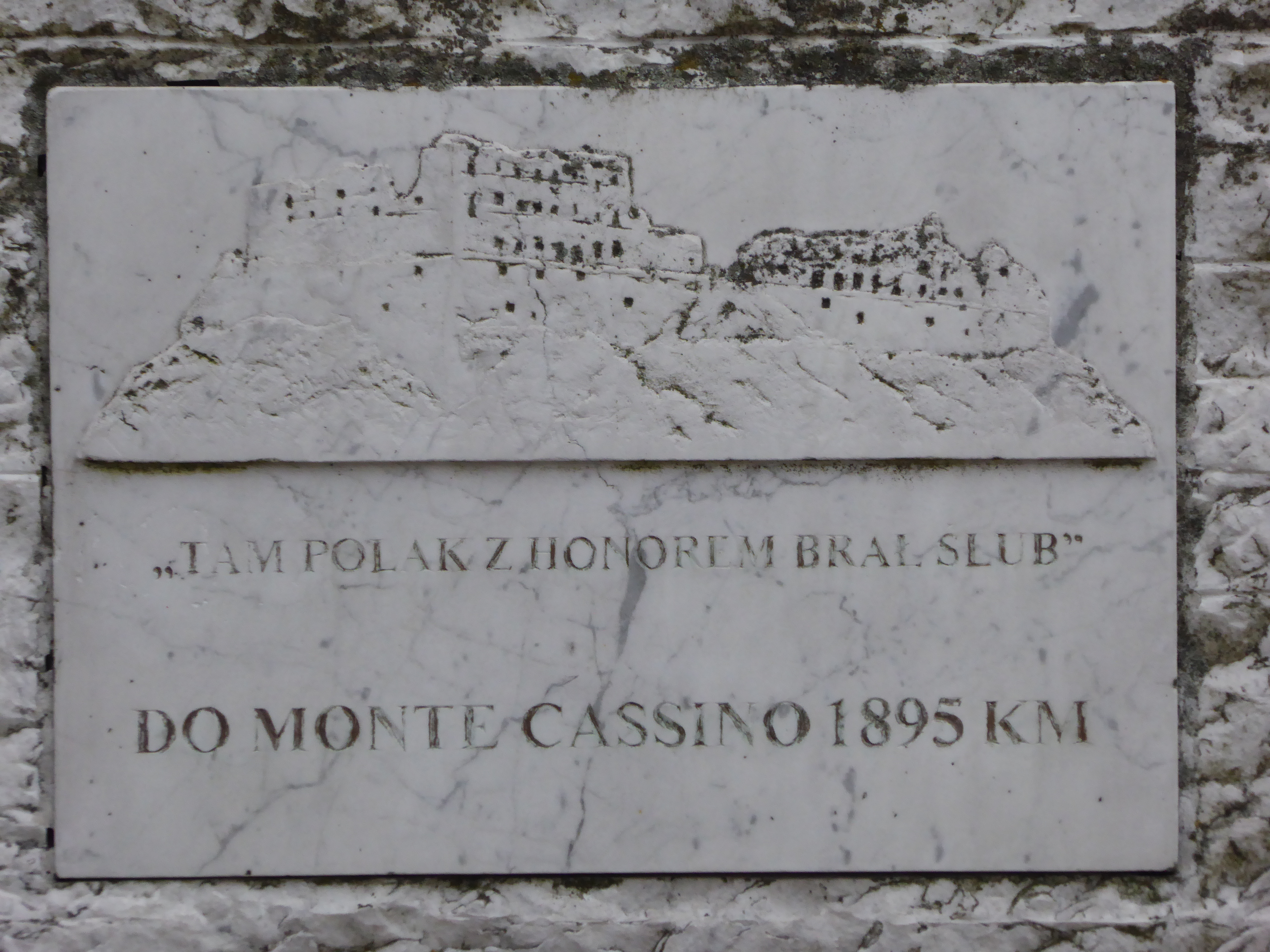
Đóng lên đài tưởng niệm nhỏ hơn (trở lại)
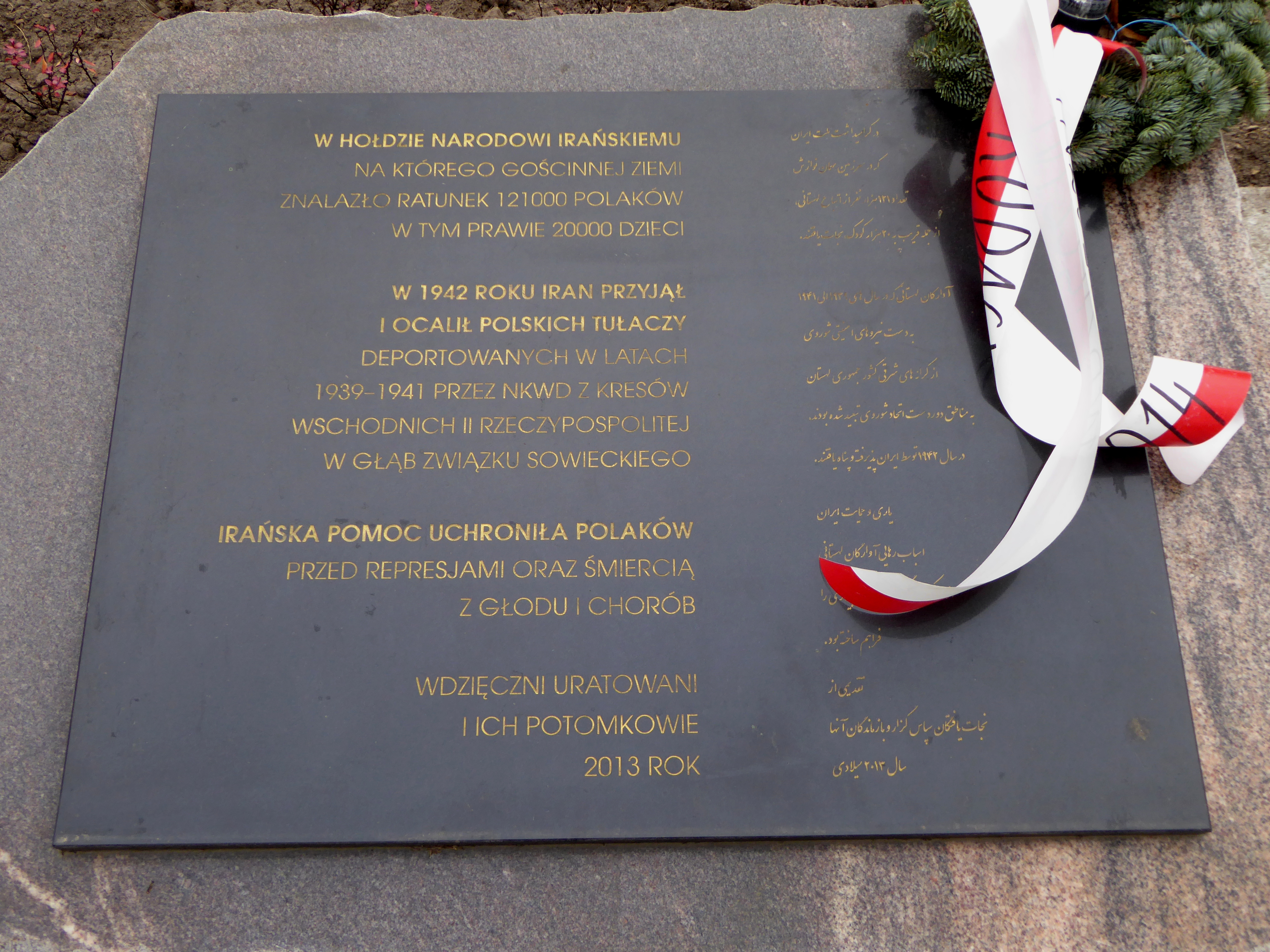
Tượng đài lòng biết ơn đối với người dân Iran